# Soribada

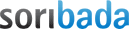
Logo

Soribada (koreanisch 소리바다 ‚Ton herunterladen‘) ist das erste südkoreanische Peer-to-Peer-System. Es startete 2000 und wurde unter anderem als das „koreanische Napster“ bezeichnet. Soribada ist das meistbenutzte Peer-to-Peer-System Südkoreas.
Soribada wurde nach einem Gerichtsbeschluss 2002 geschlossen. Danach wurde das Projekt versuchsweise mit dem Hinweis, dass Soribada keine Haftung für die Inhalte übernimmt, weiter betrieben. Nachdem dieser Versuch geglückt war, wurde das Portal am 5. November 2003 wiedereröffnet.
Soribada verwandelte sich im Juli 2006 in eine kommerzielle Musikplattform. Soribada 5.0, jetzt Soribada 6.0, ist der dritte P2P-Service der Welt, der gleichzeitig zum P2P-Service auch kommerzielle Angebote erfolgreich betreiben konnte. Mitglieder, die die monatliche Gebühr von 7000 Won bezahlen, können Musik ohne DRM-Kopierschutz herunterladen. Wie iTunes und andere bekannte Online-Musikläden nutzt Soribada die Audio-Fingerabdruck-Technologie, um den Käufer zu identifizieren. Soribada behauptet, rund 90 Prozent aller in Südkorea veröffentlichten Lieder anzubieten. Vom Januar 2008 an gilt Soribada als größter Service dieser Art mit ca. 700.000 zahlenden Mitgliedern.